# Henning Thulstrup
Carl Ludvig Henning Thulstrup, född den 26 oktober 1836 i Stockholm, död där den 23 juni 1902, var en svensk militär, målare och tecknare. 
HanThulstrup blev 1855 underlöjtnant vid Första livgrenadjärregementet, var länge lärare vid Karlberg och ingick 1873 vid den nybildade generalstaben, blev där överstelöjtnant 1882, var chef för krigsskolan på Karlberg 1882–1890 samt överste och chef för Södermanlands regemente 1890–1896. Sedan 1886 var han ledamot av Krigsvetenskapsakademien. Thulstrup blev riddare av Svärdsorden 1875 och av Carl XIII:s orden 1884 samt kommendör av andra klassen av Svärdsorden 1893.
Som ung studerade han  måleri för en mästare i Paris men enligt familjetraditionen skulle han välja den militära banan. Redan som kadett väckte Thulstrup uppmärksamhet för sina teckningar och konstnärliga förmåga och  undervisade i frihandsteckning vid sjökrigsskolan 1867–1874. Han tecknade en serie karikatyrteckningar som han först fick utgivna anonymt sedan utgav han litografiska karikatyrhäften i form av årsrevyer En samling skämt 1859, Komiska bagateller (1860–1863), Militäriska fotografier (1860–1862, delvis tillsammans med Ottomar Johan Brander), Minnen (1865–1871) och Karikatyralbum (1872, 1873, 1875–1881), varjämte han lämnade teckningar till Ny illustrerad tidning och utgav Afbildningar af nordiska drägter, sådana de burits eller bäras uti olika landskap (1888–1889; 16 planscher i litografiskt färgtryck med svensk och fransk text av Jules Henri Kramer). Bland hans målningar uppnådde Kung Karls sista eriksgata (Karl XV:s likfärd genom Sverige, 1872) på sin tid rätt stor popularitet. Thulstrup är representerad vid Nationalmuseum.
Henning Thulstrup var son till generallöjtnanten Magnus Thulstrup och Hedvig Kristina Akrell samt bror till Thure de Thulstrup. Han var gift första gången 1863 med Zuleima Hahr och andra gången från 1868 med friherrinnan Agnes Fleetwood, dotter till översten Georg Fleetwood (1806–1878). I andra äktenskapet föddes Ebba Pettersson, gift med Jakob Pettersson.  Han vilar på Solna kyrkogård.